# Ходченкова, Светлана Викторовна
Светла́на Ви́кторовна Хо́дченкова (в брак Яглыч; род. 21 января 1983, Москва) — российская актриса театра, кино, телевидения и дубляжа, кинопродюсер; заслуженная артистка Российской Федерации (2018). Член Союза кинематографистов России.

## Биография
Родилась 21 января 1983 года в Москве. Долгое время жила с матерью в городе Железнодорожном (ныне — район города Балашиха). В 16 лет недолго работала в модельном агентстве.
Дебютировала в кино в 20 лет — в фильме Станислава Говорухина «Благословите женщину» (2003), где Ходченкова исполняла роль Веры, супруги командира-красноармейца. За этот фильм была номинирована на кинопремию «Ника» за лучшую женскую роль. Продолжила карьеру ролью ясновидящей Кассандры в историческом телесериале «Талисман любви» (2005).
В 2005 году Ходченкова окончила Театральный институт имени Бориса Щукина, курс Михаила Борисова. В том же году снялась в ещё одном фильме Говорухина — «Не хлебом единым» в роли Надежды Дроздовой. В 2007 году Ходченкова снялась в фильме режиссёра Павла Санаева «Нулевой километр». В 2009—2013 годах сотрудничала с режиссёром Марюсом Вайсбергом, который снял её в трилогии «Любовь в большом городе» вместе с Верой Брежневой и Анастасией Задорожной.
В 2011 году состоялся голливудский дебют актрисы в фильме «Шпион, выйди вон!». Затем снялась в другой американской картине «Росомаха: Бессмертный», где сыграла роль Гадюки.
Играла в таких фильмах, как «Василиса», «Чемпионы» и «Кровавая леди Батори».
29 декабря 2016 года вышел исторический фильм «Викинг», где Ходченкова сыграла одну из главных ролей.
В 2019 году награждена премией «Золотой орёл» за лучшую женскую роль второго плана за роль в фильме «Довлатов».
В мае 2021 года Netflix анонсировал запуск первого оригинального драматического российского телесериала «Анна К» совместно с 1-2-3 Production — современную интерпретацию романа Л. Н. Толстого — с Ходченковой в главной роли.

## Личная жизнь
13 декабря 2005 года вышла замуж за актёра Владимира Яглыча, с которым была знакома ещё по институту. После свадьбы сменила фамилию, но в кино и на сцене использовала девичью фамилию. Летом 2010 года они развелись.
С 2011 года встречалась с московским бизнесменом Георгием Петришиным. 28 мая 2015 года Петришин сделал актрисе предложение на сцене театра, но в итоге они расстались в феврале 2016 года.

## Творчество

### Роли в театре
Независимый театральный проект
- 2005 — «Госпиталь „Мулен Руж“»[12] Дани Лоран — Луиза
- 2006 — «Дед Мороз — Мерзавец»[13] Ж. Баласко, М.-А. Шазель, К. Клавье, Ж. Жюньо, Т. Лермитт, Б. Мойно — Терез
- 2008 — «Театр по правилам и без» М. Фрейн, режиссёр В. Петров — Брук-Вики
- 2014 — «История любви»[14] по пьесе Ж. Сиблейрас — Анита

Театральный Центр «На Страстном»
- «Эти свободные бабочки»

## Фильмография

### Актриса
| Год  |   | Название                                                | Роль                                              |
| ---- | - | ------------------------------------------------------- | ------------------------------------------------- |
| 2003 | ф | Благословите женщину                                    | Вера                                              |
| 2004 | с | Карусель                                                | Тамара Онегина                                    |
| 2004 | с | Охотники за иконами                                     | Неждана                                           |
| 2005 | ф | Не хлебом единым                                        | Надежда Сергеевна Дроздова                        |
| 2005 | ф | Одиночество любви                                       | Ирина                                             |
| 2005 | с | Моя Пречистенка                                         | Агния Тихомирова                                  |
| 2005 | с | Риэлтор                                                 | Маша                                              |
| 2005 | с | Талисман любви                                          | ясновидящая Кассандра                             |
| 2006 | с | Жена Сталина                                            | Женя                                              |
| 2006 | с | Псевдоним «Албанец»                                     | Галина Ермолаева                                  |
| 2006 | ф | Четыре таксиста и собака 2                              | Козыркина                                         |
| 2007 | ф | Нулевой километр                                        | Алина                                             |
| 2007 | ф | Последняя репродукция                                   | Елена и её копия                                  |
| 2008 | ф | Малая Москва                                            | Вера Светлова / Вера, дочь Веры и Михала          |
| 2008 | ф | Реальный папа                                           | Людмила                                           |
| 2008 | ф | Тихая семейная жизнь                                    | Мария Тимофеевна                                  |
| 2008 | с | Шальной ангел                                           | Алёна Некрасова                                   |
| 2009 | с | Аптекарь                                                | Любовь Николаевна                                 |
| 2009 | с | Когда мы были счастливы                                 | Елена Викторовна Синцова                          |
| 2009 | с | Ловушка                                                 | Лилиана                                           |
| 2009 | ф | Любовь в большом городе                                 | Настя                                             |
| 2010 | с | Банды                                                   | Анна Владиславовна Егорова                        |
| 2010 | ф | Любовь в большом городе 2                               | Настя                                             |
| 2010 | с | Робинзон                                                | Лена Балунова                                     |
| 2011 | ф | Служебный роман. Наше время                             | Людмила Прокофьевна Калугина                      |
| 2011 | ф | За тобой                                                | Кира                                              |
| 2011 | с | Краткий курс счастливой жизни                           | Саша Усова                                        |
| 2011 | с | Метод Лавровой                                          | Екатерина Лаврова                                 |
| 2011 | ф | Шпион, выйди вон!                                       | Ирина                                             |
| 2011 | ф | Беременный                                              | прокурор                                          |
| 2011 | ф | Пять невест                                             | Настя                                             |
| 2012 | ф | Удиви меня                                              | Ирина (Багира)                                    |
| 2012 | ф | Ржевский против Наполеона                               | Наташа Ростова / адъютант императора              |
| 2012 | ф | Мамы                                                    | Ирина Козырева                                    |
| 2012 | ф | 8 первых свиданий                                       | девушка в такси                                   |
| 2012 | с | Метод Лавровой 2                                        | Екатерина Лаврова                                 |
| 2012 | ф | Метро                                                   | Ирина Гарина                                      |
| 2012 | с | Мосгаз                                                  | Ирина Викторовна Лаврова                          |
| 2013 | ф | Росомаха: Бессмертный                                   | Виктория / Гадюка                                 |
| 2013 | ф | В гостях у $kazki                                       | Ярослава                                          |
| 2013 | ф | Остров везения                                          | Лена                                              |
| 2013 | ф | Василиса                                                | Василиса Кожина                                   |
| 2013 | с | Любовницы                                               | Анна                                              |
| 2014 | ф | Авантюристы                                             | Катя                                              |
| 2014 | ф | Дневник мамы первоклассника                             | Маша                                              |
| 2014 | с | Куприн. Яма                                             | Женька                                            |
| 2014 | ф | Любит не любит                                          | Ирина                                             |
| 2014 | ф | Любовь в большом городе 3                               | Настя                                             |
| 2014 | ф | Весь этот джем                                          | Яна                                               |
| 2014 | с | Новогодний рейс                                         | Фаня                                              |
| 2014 | с | Палач                                                   | Ирина Лаврова                                     |
| 2014 | ф | Чемпионы                                                | Светлана Журова, конькобежка                      |
| 2015 | ф | Империя в небе                                          | Анна Петрова                                      |
| 2015 | ф | Воин                                                    | Катя                                              |
| 2015 | ф | Гороскоп на удачу                                       | Лена Карякина, дочь олигарха                      |
| 2015 | ф | Конец прекрасной эпохи                                  | Марина                                            |
| 2015 | ф | Кровавая леди Батори                                    | Елизавета Батори                                  |
| 2016 | ф | Одноклассницы                                           | Вика                                              |
| 2016 | ф | Викинг                                                  | Ирина                                             |
| 2016 | с | Мата Хари                                               | Златка Дженич                                     |
| 2016 | с | Мурка                                                   | Варвара Шаховская                                 |
| 2016 | ф | Сдаётся дом со всеми неудобствами                       | Ирина                                             |
| 2017 | с | По ту сторону смерти                                    | Юлия Дёмина, сотрудница института мозга           |
| 2017 | с | Вы все меня бесите                                      | Соня Багрецова                                    |
| 2017 | ф | Одноклассницы. Новый поворот                            | Вика                                              |
| 2017 | ф | Блокбастер                                              | Ира, участница передачи                           |
| 2017 | ф | В зоне доступа любви                                    | Анна                                              |
| 2017 | с | Хождение по мукам                                       | Лиза Расторгуева                                  |
| 2017 | ф | Жизнь впереди                                           | Людмила, стриптизёрша                             |
| 2018 | ф | Очередная комедия про неудачника                        | преподаватель Универа                             |
| 2018 | ф | Довлатов                                                | актриса, подруга Довлатова                        |
| 2018 | с | Годунов                                                 | царица Мария Скуратова-Бельская                   |
| 2018 | ф | Мама навсегда                                           | Анна                                              |
| 2018 | с | Домашний арест                                          | Илона, политтехнолог                              |
| 2018 | ф | Хранитель пути                                          | Вероника                                          |
| 2019 | ф | Герой                                                   | Мария Рахманова, первая любовь Андрея, разведчица |
| 2019 | ф | Москва влюблённая                                       | снималась                                         |
| 2019 | ф | Кровь на танцполе                                       | снималась                                         |
| 2019 | с | Секта                                                   | Лиля Исакова                                      |
| 2020 | ф | Скажи ей                                                | Светлана, мама Саши                               |
| 2020 | ф | Северный ветер                                          | Матильда                                          |
| 2020 | с | Казанова                                                | Полина Новгородцева, старший лейтенант милиции    |
| 2020 | ф | Любовь без размера                                      | Маша Касаткина, певица                            |
| 2020 | ф | На острие                                               | Александра Покровская, саблистка                  |
| 2020 | с | Нежность                                                | Надежда                                           |
| 2021 | ф | Дело                                                    | Надя, медсестра                                   |
| 2021 | с | Везёт                                                   | Светлана Петровна                                 |
| 2021 | ф | Другое имя                                              | Лиза                                              |
| 2023 | с | Я «любила» мужа                                         | Ксения                                            |
| 2023 | с | Актрисы                                                 | Полина, актриса                                   |
| 2023 | с | Мёрзлая земля                                           | Лариса (Ляля) Айдарова, таксистка                 |
| 2024 | с | Очевидное невероятное                                   | Юлия Молодцова                                    |
| 2024 | с | Спойлер                                                 | Ольга Лопухина                                    |
| 2024 | с | Анна К                                                  | Анна Каренина                                     |
| 2024 | ф | Маме снова 17                                           | Ольга Васильевна Глаголина                        |
| 2025 | ф | Пророк. История Александра Пушкина                      | княгиня Авдотья Голицына                          |
| 2025 | ф | Волшебник Изумрудного города. Дорога из жёлтого кирпича | Бастинда                                          |

### Продюсер
| Год  |   | Название   | Роль     |
| ---- | - | ---------- | -------- |
| 2021 | ф | Другое имя | продюсер |

### Съёмки в клипах
- «Лето всегда!» («Дискотека Авария»)
- «Осколки памяти» (Тимур Родригез)[16]
- «Экстаз» («Ленинград»)
- «Pardon Я влюблён» («Сергей Шнуров»); клип состоит из фрагментов кинофильма «Жизнь впереди».

### Работа в рекламе[значимость факта?]
- Elseve Loreal[17]
- Elle[18]
- Avon[19]
- ВТБ

## Награды и номинации
- 2004 — Номинация на премию «Ника» за лучшую женскую роль (фильм «Благословите женщину»).[20]
- 2004 — Приз за лучшую женскую роль имени Клары Лучко на кинофестивале «Литература и кино» в Гатчине (фильм «Благословите женщину»).
- 2005 — Приз за лучшую женскую роль на V Международном фестивале актёров кино «Стожары» в Киеве — за исполнение роли Веры в художественном фильме «Благословите женщину» режиссёра Станислава Говорухина.
- 2008 — Приз за лучшую женскую роль на Фестивале польских художественных фильмов в Гдыне (фильм «Малая Москва»).
- 2014 — Приз за лучшую женскую роль на Пхеньянском международном кинофестивале (фильм «Василиса»).[21]
- 2018 — Заслуженная артистка Российской Федерации — за большой вклад в развитие отечественной культуры, искусства, средств массовой информации и многолетнюю плодотворную деятельность.[22]
- 2019 — Премия «Золотой орёл» за лучшую женскую роль второго плана (фильм «Довлатов»).[23]

### Прочие премии
- 2012 — Премия «Жорж» в категории «Российская актриса года».[24]
- 2013 — Номинация на премию «Жорж» в категории «Российская актриса года».[25]
- 2017 — Премия журнала Glamour под названием «Женщина года» в номинации «Актриса года».[26]